# Park Seung-ok
Dans ce nom coréen, le nom de famille, Park, précède le nom personnel.
Park Seung-ok (coréen : 박승옥) (né le 28 janvier 1938  en Corée) est un joueur de football international sud-coréen.

## Biographie

### Carrière en sélection
Avec l'équipe de Corée du Sud, il figure notamment dans le groupe des sélectionnés lors des JO de 1964.
Il participe également à la coupe d'Asie des nations de 1964.